# Torres bizantinas de Faro
As torres bizantinas de Faro são um monumento militar na cidade de Faro. Datam do período da ocupação bizantina da cidade (século VI - 1ª metade do século VII), e são o produto de uma reconstrução de torres romanas preexistentes que tinham uma forma semicircular. Constituem um equipamento militar que se caracteriza por uma planta pentagonal.
As mesmas formam parte da consolidação da muralha já existente.